# Giới hạn Atterberg
Giới hạn Atterberg là một thông số cơ bản biểu thị tính chất của đất hạt mịn. Dựa vào hàm lượng nước có trong đất mà chia ra 4 trạng thái đất: cứng, nửa cứng, dẻo, nhão. Ở các trạng thái này, tính chất, ứng xử của đất khác nhau rất nhiều do vậy ảnh hưởng lớn đến công tác làm đất. Cách xác định các trạng thái được căn cứ vào sự thay đổi trong cách ứng xử của đất. Giới hạn Atterberg có thể dùng để phân biệt nhiều loại cát bột và đất sét.

Các giới hạn này do một nhà hóa học người Thụy Điển là Albert Atterberg đặt ra và sau đó được Arthur Casagrande chỉnh sửa.

## Các loại thí nghiệm

### Giới hạn co ngót
Giới hạn co ngót (SL) là hàm lượng nước của mẫu mà sau đó mẫu sẽ không giảm thể tích nữa cho dù độ ẩm có giảm thêm. Thí nghiệm để xác định chỉ tiêu này được quy định trong ASTM D427. Tuy nhiên chỉ tiêu giới hạn co ngót không được sử dụng rộng rãi như các chỉ tiêu giới hạn dẻo và giới hạn nhão.

### Giới hạn dẻo
Giới hạn dẻo (PL) là hàm lượng nước mà tại đó đất bắt đầu chuyển từ trạng thái cứng sang thể hiện tính chất dẻo. Thí nghiệm xác định chỉ tiêu này là vê thỏi đất thành sợi có đường kính khoảng 3mm đến khi sợi đất bị đứt thành 2 hoặc nhiều đoạn. Độ ẩm ứng với thời điểm đứt gãy là giới hạn dẻo.

### Giới hạn nhão

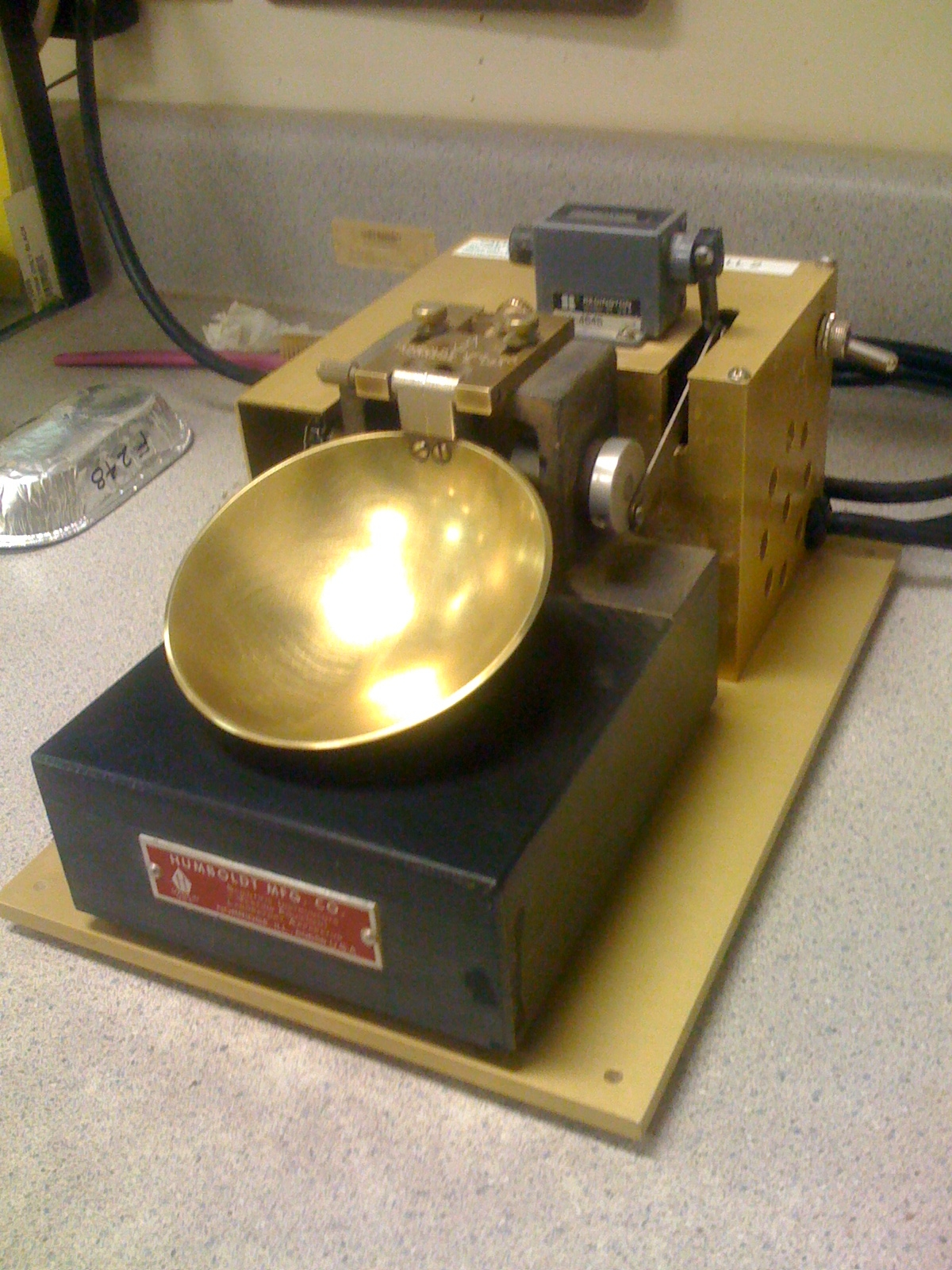
Thiết bị của Casagrande hoạt động bằng điện.

Giới hạn nhão (LL) là hàm lượng nước khi đất chuyển từ trạng thái dẻo sang trạng thái nhão.
Thí nghiệm xác định chỉ số dẻo nguyên thủy là của Atterberg: trộn mẫu đất trong một chén sứ đáy tròn đường kính 10–12 cm. Dùng dao trộn cắt qua mẫu đất một đường rãnh. Sau đó đập chén vào lòng bàn tay nhiều lần cho đến khi hai mép đất khép lại. Nhưng thí nghiệm như thế không đàm bảo tính đồng nhất, sau này Casagrande tiêu chuẩn hóa thiết bị thí nghiệm: chén sứ được thay bằng chén kim loại, dao rạch có hình dáng chuẩn khiến cho kích thước của đường rãnh luôn cố định. Chén đựng mẫu được thả rơi trên tấm đệm cao su từ độ cao 10mm cho đến khi hai mép rãnh khép lại đến khoảng cách 13mm (1/2 inch). Độ ẩm đất khi hai mép đất khép lại như trên tại nhát đập thứ 25 được xem là giới hạn nhão.

## Các chỉ số
Từ các chỉ số thí nghiệm người ta có thể sử dụng theo nhiều cách, có thể dùng để phân loại đất vì mối liên hệ chặt chẽ giữa các giới hạn và các tính chất của đất như: khả năng chịu nén, độ thấm, cường độ. Ngoài ra người ta còn đặt ra các chỉ số sau

### Chỉ số dẻo
Chỉ số dẻo (PI) cho biết độ dẻo của đất. Chỉ số dẻo là khoảng hàm lượng nước chứa trong đất mà trong khoảng đó đất thể hiện tính dẻo, được tính bằng hiệu số giữa giới hạn nhão và giới hạn dẻo:
{\displaystyle PI=LL-PL}
Đất có chỉ số dẻo cao thường là đất sét, ngược lại thường là cát bột.
% hạt sét nói lên điều gì?

### Chỉ số nhão
Chỉ số nhão đo độ chứa nước tự nhiên so với các giới hạn. Nó được tính bằng tỉ số của hiệu số hàm lượng nước tự nhiên W, giới hạn dẻo, giới hạn nhão:
{\displaystyle x={\frac {W-PL}{LL-PL}}}